# Линия 5 (Стамбульский трамвай)
Линия T5 Эминёню — автовокзал Алибекёй (тур. T5 Eminönü – Alibeyköy Cep Otogarı tramvay hattı) — маршрут стамбульского трамвая, действующий с 2021 года. Оператор линии — Metro Istanbul. Трамваи следуют от Эминёню в северном направлении по западному берегу Золотого Рога до автовокзала Алибекёй в 5-м Левенте (Эюпсултан). Особенностью линии является использование системы Alstom APS, обеспечивающей энергоснабжение трамвая с помощью третьего рельса, что позволило избавиться от проводов. Длина линии 10,1 км, на маршруте 14 остановок, время в пути 30 минут. На линии работает 15 сцепок из двух низкопольных трамваев Durmaray Panorama турецкого холдинга Durmazlar Makina. Движение осуществляется с 6:00 утра до полуночи, минимальный интервал в часы пик 5 мин. Пассажиропоток составляет 18 720 чел./ч.

## История
Строительство линии началось в октябре 2016 года. В 2018 году между Балатом и Айвансараем образовался провал грунта на участке на длиной в 1,3 км, где строительство велось без укрепления сваями. Строительство линии был приостановлено и возобновлено лишь в 2020 году. На участке провала в материковую породу было установлено 375 стальных и буронабивных свай высотой от 25 до 60 м, чтобы предотвратить риски разжижения грунта и разрушения землетрясением.
Первая очередь линии от Джибали до автовокзала Алибекёй длиной 8,8 км введена в эксплуатацию 1 января 2021 года. Продление линии на 1,3 км до Эминёню потребовало реконструкции развязки при съезде с моста Ататюрка и было завершено 30 августа 2023 года. После ввода в эксплуатацию второй очереди была перенесена конечная остановка автобусов Эминёню и отменены дублирующие трамвайную линию автобусные маршруты.

## Остановки
| № п/п | Остановка               | Район     | Пересадки | Достопримечательности                                                |
| ----- | ----------------------- | --------- | --------- | -------------------------------------------------------------------- |
| 1     | Эминёню                 | Фатих     |           | Эминёню・Галатский мост・Египетский базар・Новая мечеть              |
| 2     | Кючюкпазар              | Фатих     |           | метромост Золотой Рог・мост Ататюрка                                 |
| 3     | Джибали                 | Фатих     |           |                                                                      |
| 4     | Фенер                   | Фатих     |           | мечеть Явуз-Селим・собор св. Георгия・Константинопольская патриархия |
| 5     | Балат                   | Фатих     |           | Балат・синагога Ахрида・болгарская церковь св. Стефана               |
| 6     | Айвансарай              | Фатих     |           | Влахернская церковь                                                  |
| 7     | Фесхане                 | Эюпсултан |           | мечеть Султана Эйюпа・мечеть Зал Махмуд-паши                         |
| 8     | Канатная дорога Эюп     | Эюпсултан |           | мечеть Султана Эйюпа・Эюпское кладбище                               |
| 9     | Гос. больница Эюпсултан | Эюпсултан |           |                                                                      |
| 10    | Махалля Силахтарага     | Эюпсултан |           | Стамбульский дельфинарий・СантральИстанбул                           |
| 11    | Университет             | Эюпсултан |           |                                                                      |
| 12    | Алибекёй-центр          | Эюпсултан |           |                                                                      |
| 13    | Ст. м. «Алибекёй»       | Эюпсултан |           |                                                                      |
| 14    | Автовокзал Алибекёй     | Эюпсултан |           |                                                                      |